# Distretto di Mrągowo
Il distretto di Mrągowo (in polacco powiat mrągowski) è un distretto polacco appartenente al voivodato della Varmia-Masuria.

## Geografia antropica

### Suddivisioni amministrative
Il distretto comprende 5 comuni.
- Comuni urbani: Mrągowo
- Comuni urbano-rurali: Mikołajki
- Comuni rurali: Mrągowo, Piecki, Sorkwity